# ルース (ミサイル駆逐艦)
|          | |
| 艦歴     | |
| 発注     | |
| 起工     | 1957年10月1日 |
| 進水     | 1958年12月11日 |
| 就役     | 1961年5月20日 |
| 退役     | 1991年4月1日 |
| その後   | 2005年6月17日にスクラップとして廃棄 |
| 除籍     | 1992年11月20日 |
| 性能諸元 | |
| 排水量   | 5,648トン（満載） |
| 全長     | 512 ft 6 in (156.2 m) |
| 全幅     | 52 ft 4 in (16 m) |
| 吃水     | 17 ft 9 in (5.4 m) (max) |
| 機関     | ギアード・タービン2基、ボイラー4缶、85,000 SHP、2軸推進 |
| 最大速   | 33ノット |
| 乗員     | 士官、兵員360名 |
| 兵装     | Mk.42 5インチ単装砲 1基 Mk.10 テリアSAM連装発射機 1基(改装後スタンダードER) Mk.16 アスロック8連装発射機 1基 Mk.32 3連装短魚雷発射管 2基 Mk.141 ハープーンSSM4連装発射筒 2基（改装後搭載） |
| モットー | Pride, Power, Knowledge |

ルース (USS Luce, DLG-7/DDG-38) は、アメリカ海軍のミサイル駆逐艦。ファラガット級の1隻。艦名はスティーヴン・B・ルース少将にちなむ。その名を持つ艦としては3隻目。

## 艦歴
ルースは1957年10月1日にマサチューセッツ州クインシーのベスレヘム・スチール社で起工した。1958年12月11日にフェリックス・スタンプ夫人によって命名、進水し、1961年5月20日に艦長デヴィッド・H・バッグレイ中佐の指揮下就役した。
ルースは1975年6月30日にミサイル駆逐艦へ艦種変更され、船体番号は DDG-38 と改められた。
1962年2月14日、ルースは整調巡航に向けてフロリダ州メイポートを出航した。4月、第6艦隊と共に最初の作戦活動に従事し、5月11日に母港に帰還すると第84駆逐艦隊司令官のH・J・エレックソン大佐が座乗、旗艦任務に就く。8月3日に出航、再び第6艦隊に合流し、NATOの演習「リップタイド III Riptide III」にイギリスおよびフランス海軍部隊と共に参加した。続く7ヶ月間にNATOの大規模演習に3回参加し、1963年3月2日に母港に帰還した。春から初夏にかけてミサイルの試験、士官候補生訓練、大西洋岸沿いでの独自の訓練に従事した。
1963年8月20日、ルースはカリブ海に向けて出航、対空、水上および沿岸砲撃の訓練を行い、9月4日にメイポートに帰還した。第23任務部隊に加わり集中的な対潜水艦および対空演習を10月28日に行い、その後空母エンタープライズ (USS Enterprise, CVN-65) との短期の作戦活動に従事、メイポートに帰還すると信頼性試験が行われた。
1964年2月8日、ルースは再び第6艦隊に加わり、政情不安定なキプロス近海で3週間の監視任務に従事、アメリカ市民の撤退の必要性に備えた。4月24日に海軍長官および第6艦隊司令官を乗艦させ、ミサイル発射のデモンストレーションを行う。その後空母シャングリラ (USS Shangri-la, CV-38) の護衛を行い、5月23日にメイポートに到着した。
7月にはニューヨークに向けて出航、世界中から集まったレガッタに出場する帆船と共に、「セイル」作戦に参加した。4ヶ月間のオーバーホールを受けた後、1965年1月28日にメイポートに帰還した。ルースは1964年の戦闘効率賞を受賞した。
1965年3月に集中的な回復訓練のためカリブ海に戻る。4月29日にルースはグアンタナモ湾で海兵隊の中隊を乗艦させ、翌日政情不安定なドミニカ共和国へ向けて出航した。5月8日まで沿岸のパトロールを行う。6月には再び地中海に展開、4ヶ月間の配備でスペイン、フランス、ギリシャ、イタリア各国海軍部隊と共に活動した。9月にはコリー (USS Correy, DD-817) と共に黒海で活動し、1965年後半に地中海に戻る。11月6日にメイポートに帰還し、第8駆逐艦隊司令官が座乗した。12月にミサイル発射試験を行い、1966年に短期間寄港した後ミサイル技術試験を実施、その後は艦隊の平和維持活動に従事した。
1966年1月19日、メイポート海軍補給基地で乾ドック作業中にテリア対空ミサイルの核弾頭がミサイルから外れ、8フィート落下するという事故が発生した。この事故では「死傷者は発生せず、核弾頭にくぼみが生じたものの、設備は損傷しなかった。」と記録された。
1966年6月13日、ルースは第6艦隊との地中海配備に向けて出航した。アメリカ海軍および諸国海軍艦艇との様々な演習に参加した後、2度の世界通商フェスティバルに参加、10月26日にメイポートに帰還した。1967年前半は大西洋およびカリブ海で活動し、6月には海軍兵学校生の訓練巡航に参加する。8月7日にチャールストン海軍造船所での定期オーバーホールを開始し、作業は1968年始めまで行われた。沿岸およびカリブ海で活動し、9月14日にペルシャ湾に向けて出航、ブラジルのレシフェおよびアフリカ大陸の西岸、東岸の各港を経由し、10月29日にバーレーンに到着、1969年まで中東において監視を行った。

ルースは1991年4月1日に退役し、1992年11月20日に除籍された。1994年12月16日にスクラップとして売却され、解体作業は2005年6月17日に完了した。